# Mladen Mladenović
Mladen Mladenović (Rijeka, RFS de Yugoslavia, 13 de septiembre de 1964) es un ex-futbolista croata, se desempeñaba como centrocampista y se retiró en 1998.

## Clubes
| Club               | País       | Año         |
| ------------------ | ---------- | ----------- |
| HNK Rijeka         | Yugoslavia | 1981 - 1986 |
| NK Zadar           | Yugoslavia | 1986 - 1987 |
| HNK Rijeka         | Yugoslavia | 1987 - 1989 |
| Dinamo Zagreb      | Yugoslavia | 1989 - 1991 |
| CD Castellón       | España     | 1991 - 1993 |
| HNK Rijeka         | Croacia    | 1993 - 1994 |
| SV Casino Salzburg | Austria    | 1994 - 1995 |
| Gamba Osaka        | Japón      | 1996 - 1997 |
| Hajduk Split       | Croacia    | 1997        |
| HNK Rijeka         | Croacia    | 1998        |

- Datos: Q553325